# Volkswagen Nils
Pour les articles homonymes, voir Volkswagen et Nils.
La Volkswagen Nils ou VW Nils est une voiture électrique concept-car, du constructeur automobile allemand Volkswagen, présentée au salon de l'automobile de Francfort (IAA) 2011.

## Historique
Conçue par le designer Thomas Ingenlath (chef designer Volkswagen) ce concept-car monoplace en aluminium au design futuriste de science-fiction, avec porte papillon, et coffre de 90 litres, est inspiré entre autres des voitures sans permis, Prototype 1-litre (2002), Prototype L1 (2009), Prototype XL1 (2011) de Volkswagen, Volksrod, et Formule 1 (position de conduite centrale, roues autoportées extérieures)...

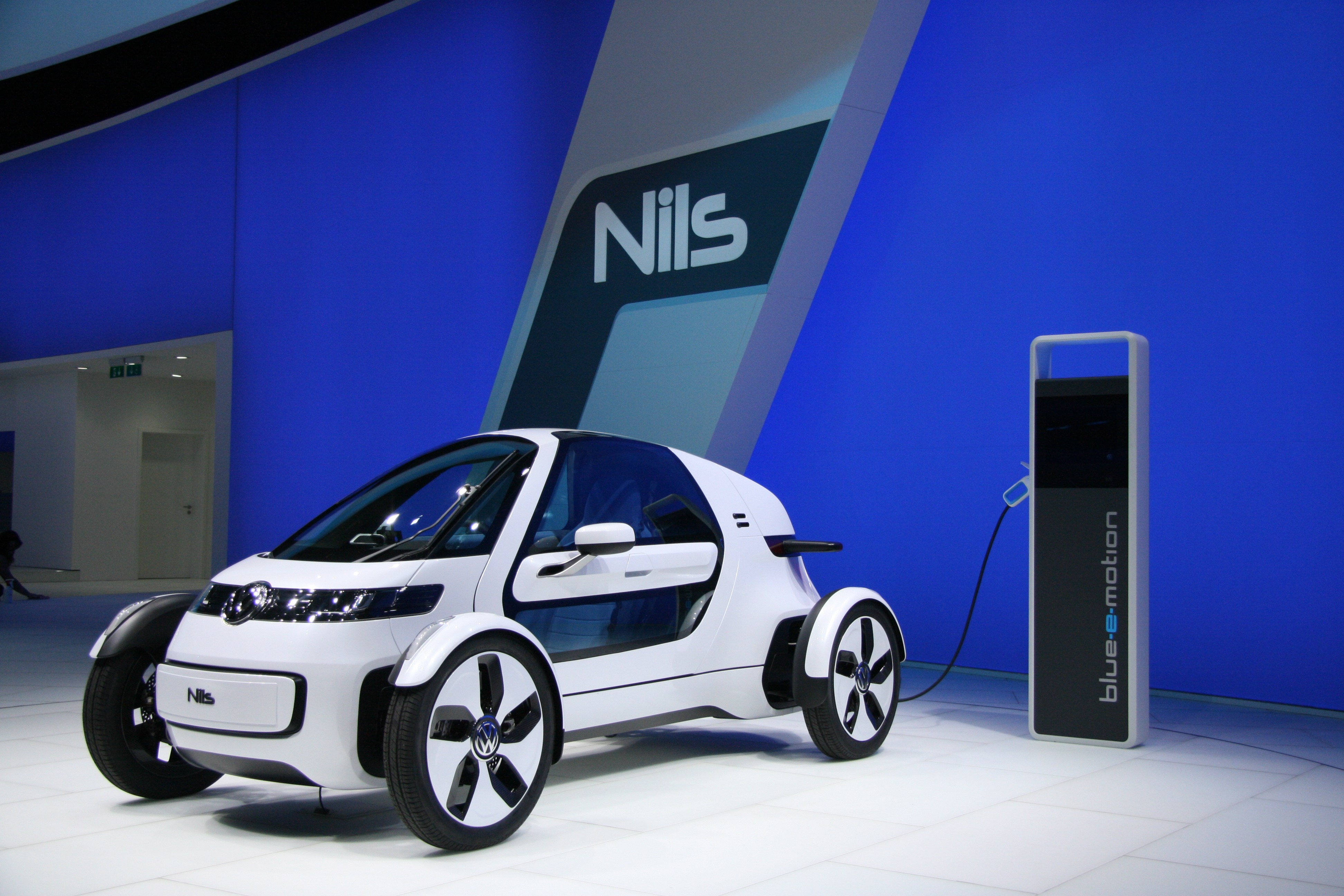
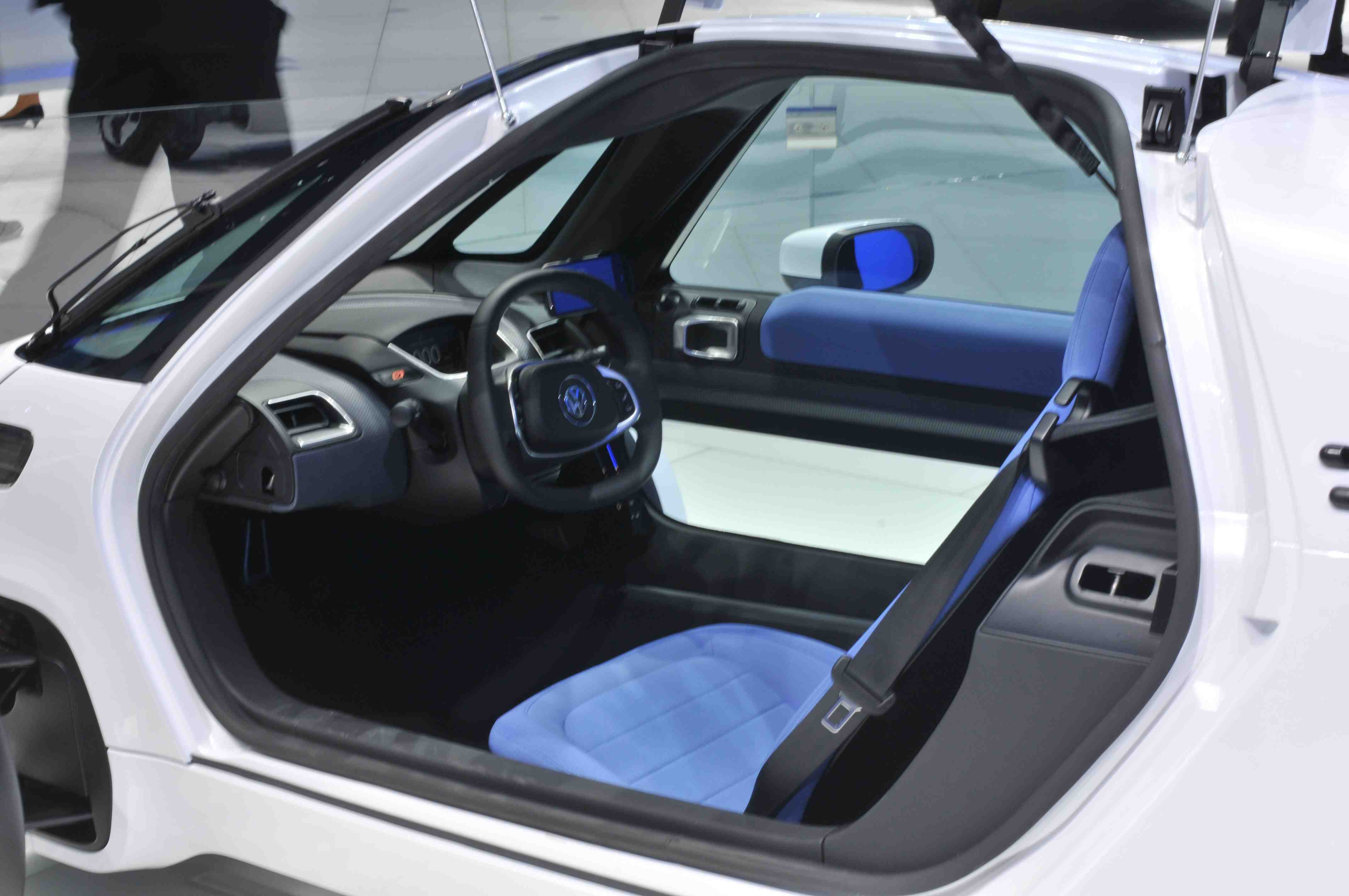
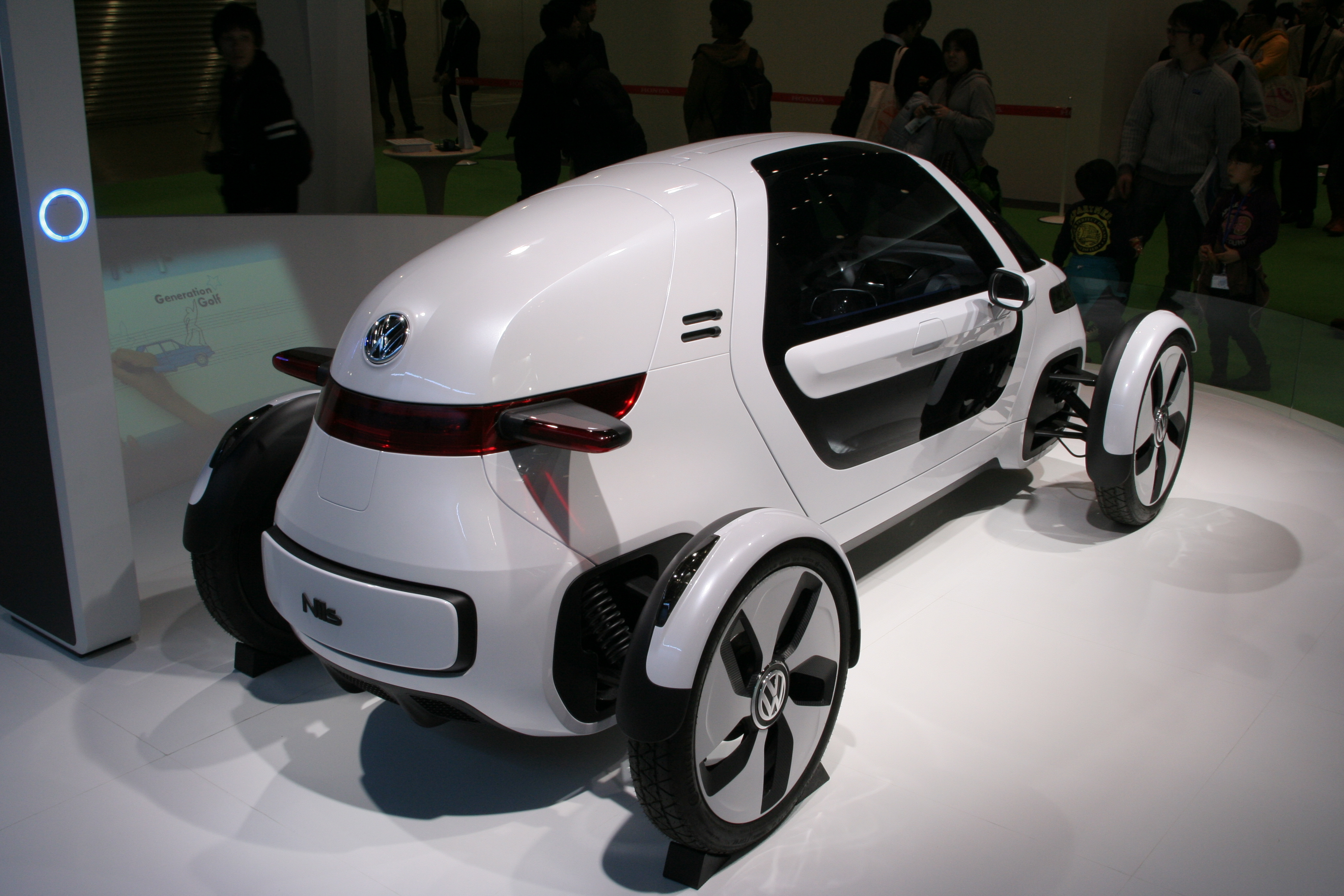

Il est motorisé par un moteur électrique de 19 kg sur les roues arrière, de 34 ch (15 kW), pour 130 km/h de vitesse de pointe, alimentée par un accumulateur lithium-ion de 5,3 kWh, rechargeable en 2 heures sur prise normale, pour une autonomie annoncée de 65 km. 
Le véhicule est équipé d’éléments de sécurité active de type frein à disque, coussin gonflable de sécurité (« airbag »), correcteur électronique de trajectoire (ESP) , système anti-collision, radar de régulation de distance... 
Concurrente entre autres des Peugeot City Toyz (2000), Mitsubishi i MiEV - Peugeot iOn - Citroën C-ZERO (2010), Renault Twizy (2011), Renault Zoe (2012), Audi Urban Concept (2011), elle inspire la future gamme de voiture électrique et automobile hybride électrique de Volkswagen : Volkswagen XL1 (2013), Volkswagen Milano (2013), Volkswagen Budd-e (2016), Volkswagen ID.Buzz Concept (2017), Volkswagen I.D. Concept (2019), Volkswagen I.D. Neo (2019)...